# Arthur Haseloff
Arthur Georg Erich Haseloff, né le 28 novembre 1872 à Berlin et mort le 30 janvier 1955 à Kiel, est un historien de l'art allemand, spécialiste notamment de la période médiévale. Ses travaux sur les manuscrits enluminés font autorité.

## Biographie
Arthur Haseloff est diplômé à Munich en 1896 et reçoit son habilitation à Berlin en 1901. Il est ensuite Privatdozent, puis de 1905 à 1915 secrétaire du département d'histoire de l'art de l'Institut historique de Prusse à Rome. En même temps, il organise des expéditions dans le sud de l'Italie avec Martin Wackernagel, pour ses travaux d'études. Il est titulaire d'une chaire à Halle de 1915 à 1917, et jusqu'en 1920 il est Dozent à l'université de Berlin, puis professeur de la chaire d'histoire de l'art à l'université Christian Albrecht de Kiel. Il est nommé également directeur du Kunsthalle de Kiel et préside jusqu'en 1939 l'Association artistique du Schleswig-Holstein. Haseloff est recteur de l'université de Kiel en 1927-1928. Après avoir été nommé professeur émérite, il dirige de 1945 à 1954 des travaux de recherche et d'enseignement à l'université de Kiel.
Arthur Haseloff est le père de Günther Haseloff, historien et archéologue, et d'Elisabeth Haseloff, première femme-pasteur luthérienne de l'histoire allemande.
On doit au professeur Haseloff la désignation de l'auteur du manuscrit enluminé du Registrum Gregorii conservé à la Bibliothèque de Trèves (sauf la miniature d'Othon II conservée au Musée Condé de Chantilly), comme « Maître du Registrum Gregorii ».

## Œuvres
- (de) Eine thüringisch-säschische Malerschule des dreizehnten Jahrhunderts, 1897; réédition: Klaus-Reprint, Nedeldn/Liechtenstein, 1979
- (de) Hohenstaufische Erinnerungen in Apulien, 1906; réédition: Konrad, Weisserhorn, 1991
- (de) Die Manessesche Handschrift, Faks, Augsbourg, 1927
- (de) Die vorromanische Plastik in Italien, Pantheon, Florence, 1930
- (en) Pre-Romanesque Sculpture in Italy, Hacker Art Books, New York, 1971 (traduction en anglais de l'édition précédente)

## Source
- (de) Cet article est partiellement ou en totalité issu de l’article de Wikipédia en allemand intitulé « Arthur Haseloff » (voir la liste des auteurs).